# Gábor Galambos
Gábor Galambos (* 31. Dezember 1988) ist ein ungarischer Shorttracker.
Im Jahr 2004 ging Galambos international erstmals bei den Juniorenweltmeisterschaften an den Start, wo er allerdings nie das Finale erreichte. Auch ein Jahr später kam er nicht über das Viertelfinale in allen Rennen hinaus. Im Jahr 2005 startete er auch erstmals bei der Europameisterschaft, bei welcher er aber erneut in kein Finale vordrang. Dennoch wurde er im Februar 2005 zu seinem ersten Weltcup nominiert, der in seinem Heimatland stattfand. Auch hier kam er nur mit der Staffel bis ins Halbfinale, ähnlich verliefen die zwei weiteren Weltcuprennen der Saison 2005/06, bei denen er startete. Bei der dritten Teilnahme an einer Juniorenweltmeisterschaft gelang ihm zumindest auch im Einzelrennen über 1500 Meter der Einzug ins Viertelfinale. 
In der Saison 2006/07 erreichte Galambos keinen Weltcupeinsatz, dafür nahm er erfolgreich an der Shorttrack-Europameisterschaft 2007 teil. Dort gewann er die Bronzemedaille über 500 Meter und wurde beim Sieg von Nicola Rodigari im Allround-Gesamtergebnis Achter. Eine Bronzemedaille konnte er auch bei der Europameisterschaft 2008 gewinnen, diesmal über 1000 Meter, dennoch kam er zu keinem Weltcupeinsatz. Erst in der Saison 2008/09 durfte er wieder in der höchsten Wettkampfserie starten und schaffte über 500 Meter mit einem sechsten Rang sein stärkstes Weltcupergebnis bis zu diesem Zeitpunkt. 
Außerhalb von internationalen Großereignissen konnte Galambos beim Europäischen Olympischen Winter-Jugendfestival 2005 in Monthey triumphieren.